# Abele
Abele je priimek več oseb:
- Albert Abele von und zu Lilienberg, avstro-ogrski general
- Franz Abele von und zu Lilienberg, avstro-ogrski general
- Wenzel Tobias Abele von Lilienberg, avstro-ogrski general
- Inga Ābele, latvijska pisateljica